# Bulbinella ciliolata
Bulbinella ciliolata là một loài thực vật có hoa trong họ Thích diệp thụ. Loài này được Kunth miêu tả khoa học đầu tiên năm 1843.